# بیگ باپر
د بیگ باپر (انگلیسی: The Big Bopper؛ ۲۴ اکتبر ۱۹۳۰ – ۳ فوریهٔ ۱۹۵۹) یک موسیقی‌دان اهل ایالات متحده آمریکا بود.